# Jošio Ueki
Jošio Ueki (japonsky: 植木 善大, Ueki Jošio, narozen 25. února 1969) je profesionální hráč go.

## Biografie
Jošio se stal profesionálem v roce 1985. V roce 2003 mu byl udělen 8. dan. V tomtéž roce dosáhl skóre 400 vítězství. Jeho třemi žáky jsou - Takei Takaši, Jasuó Sakamoto a Juri Tanemurasa. Je hlavou kansajovi větve Nihon Ki-inu.
| Třída  | Rok  |
| ------ | ---- |
| 1. dan | 1985 |
| 2. dan | 1985 |
| 3. dan | 1987 |
| 4. dan | 1988 |
| 5. dan | 1990 |
| 6. dan | 1991 |
| 7. dan | 1994 |
| 8. dan | 2003 |
| 9. dan | –    |